# Valeriu Caceanov
Valeriu Caceanov (russisch Валерий Качанов, Waleri Katschanow, engl. Transkription Valeriy Kachanov; * 12. Juli 1954 in Leningrad) ist ein ehemaliger moldawischer Zehnkämpfer, der für die Sowjetunion startete.
1977 gewann er Silber bei der Universiade, und 1978 siegte er beim Décastar.
Bei den Olympischen Spielen 1980 in Moskau lag er nach der siebten Disziplin auf dem zweiten Platz, konnte aber nach einem Achillessehnenriss beim Stabhochsprung nicht mehr antreten.
1982 wurde er Siebter bei den Leichtathletik-Europameisterschaften in Athen.
Am 21. Juni 1980 stellte er in Moskau mit 8288 Punkten den aktuellen moldawischen Rekord auf (8306 Punkte in der alten Wertung).